# Ronckensteinsmolen

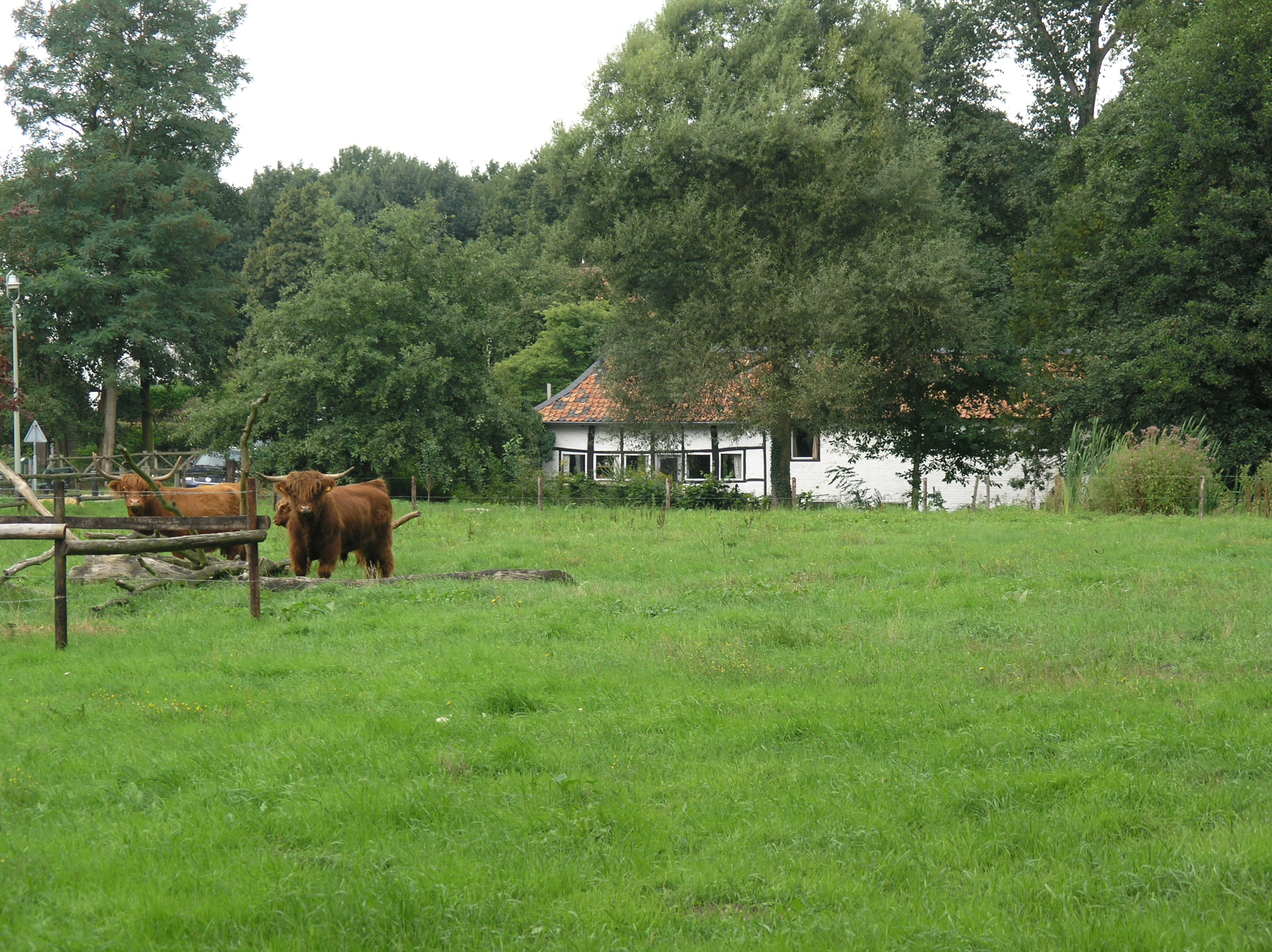
Ronckensteinsmolen

De Ronckensteinsmolen is een voormalige watermolen te Reuver in de Nederlandse provincie Limburg. De molen is  gelegen op de Schelkensbeek aan Ronkenstein 9 en ligt in het Rijksbeschermd gezicht Ronkenstein.

## Geschiedenis
Deze bovenslag watermolen fungeerde als korenmolen, hoewel ze oorspronkelijk -dubbelmolen zijnde- ook als oliemolen dienstdeed. Het molengebouw is in kern mogelijk 16e-eeuws. De molen werd voor het eerst vermeld in 1531. In 1698 werd de molen herbouwd door ene Jaeck Ronck. In 1730 werd de molen, met een oliemolen, uitgebreid tot een dubbelmolen. Tot 1802 was de molen een banmolen. Het was een dubbele molen die tot 1892 drie raderen had. Daarna waren er nog twee: Eén voor de maalinrichting voor tarwe, een voor de maalinrichting voor rogge. In 1921 werden de raderen vervangen door een turbine, maar in 1950 werd het bedrijf stopgezet en verdween uiteindelijk ook de turbine.
Het molenhuis werd in 1961 verbouwd tot woonhuis. Toen kwam Joep Nicolas er wonen. Enkele onderdelen van het molenbedrijf zijn daarin nog aanwezig.
In de 18e eeuw kwamen er enkele bouwwerken bij, waardoor Ronkenstein tot een buurtschap uitgroeide, het laatste in 1777. Dit was een boerderij die later ook als molenaarshuis dienstdeed.
Het tegenwoordige huis bezit nog een vakwerkconstructie, die deels uit 1698 stamt.